# ورگاتو
ورگاتو (به ایتالیایی: Vergato) یک کومونه در ایتالیا است که در استان بولونیا واقع شده‌است.

## خصوصیات
ورگاتو ۵۹٫۹ کیلومترمربع مساحت و ۷٬۵۲۳ نفر جمعیت دارد و ۱۹۳ متر بالاتر از سطح دریا واقع شده‌است.